# Allen Coulter
Allen Coulter (College Station, 21 marzo 1969) è un regista e produttore televisivo statunitense.

## Biografia
Nato e cresciuto a College Station, Texas, ha studiato regia teatrale presso l'University of Texas, prima di trasferirsi a New York per intraprendere la carriera da regista. Con i soldi guadagnati, grazie a svariati lavori, realizza il cortometraggio The Hobbs Case, successivamente si avvicina al mondo del cinema come assistente alla regia per il film del 1977 Girotondo di truffe (The Great Bank Hoax).
La sua carriera come regista inizia verso la fine degli anni ottanta, lavorando principalmente in produzioni televisive. Ha diretto episodi di serie televisive come Millennium, X-Files e New York Undercover. Nel corso degli anni ottiene numerose candidature ai Directors Guild of America Awards per il suo lavoro nelle serie TV Sex and the City e I Soprano. Sempre per I Soprano, di cui è stato anche produttore, ha ottenuto numerose candidature agli Emmy Awards.
Debutta alla regia nel 2006 con il film Hollywoodland, incentrato sulla misteriosa morte dell'attore George Reeves. La pellicola, interpretata da un ricco cast che comprende Adrien Brody, Diane Lane e Ben Affleck, è stata presentata in concorso alla 63ª Mostra internazionale d'arte cinematografica di Venezia. Dopo aver diretto altri episodi di serie TV, tra cui i pilota di Sons of Anarchy e Nurse Jackie - Terapia d'urto, dirige Robert Pattinson e Emilie de Ravin in Remember Me.

## Filmografia

### Regista

#### Cinema
- Hollywoodland (2006)
- Remember Me (2010)

#### Televisione
- Un salto nel buio (Tales from the Darkside) – serie TV, episodio 4x18 (1988)
- Monsters – serie TV, episodi 1x21-2x01 (1988)
- Golden Years – miniserie TV (1991)
- Lifestories – serie TV, episodio 1x01 (1992)
- New York Undercover – serie TV, 5 episodi (1996-1998)
- High Incident – serie TV, episodio 2x21 (1997)
- Michael Hayes – serie TV, 1x11 (1997)
- X-Files (The X-Files) – serie TV, episodio 5x17 (1998)
- Millennium – serie TV, episodi 2x02-2x14-2x17 (1997-1998)
- Sex and the City – serie TV, 8 episodi (1999-2001)
- I Soprano (The Sopranos) – serie TV, 12 episodi (1999-2004)
- Prince Street – serie TV, episodi 1x04-1x06 (2000)
- Six Feet Under – serie TV, episodio 1x08 (2001)
- Kingpin – miniserie TV, episodio 1x01 (2003)
- Roma (Rome) – serie TV, episodi 1x05-2x02 (2005-2007)
- Damages – serie TV, episodio 1x01 (2007)
- Sons of Anarchy – serie TV, episodio 1x01 (2008)
- Nurse Jackie - Terapia d'urto (Nurse Jackie) – serie TV, episodio 1x01 (2009)
- Rubicon – serie TV, episodio 1x01 (2010)
- Law & Order: LA (Law & Order: Los Angeles) – serie TV, episodio 1x01 (2010)
- Boardwalk Empire - L'impero del crimine (Boardwalk Empire) – serie TV, 11 episodi (2010-2014)
- Luck – serie TV, episodi 1x03-1x08 (2012)
- Ray Donovan – serie TV, episodi 1x01-1x02 (2013)
- House of Cards - Gli intrighi del potere (House of Cards) – serie TV, episodi 1x12-1x13 (2013)
- Extant – serie TV, episodio 1x01 (2014)
- Vinyl – serie TV, episodi 1x02-1x07-1x10 (2016)
- Tulsa King – serie TV (2022)

### Produttore

#### Cinema
- Lorimer, regia di Michael Lannan (2011) - cortometraggio

#### Televisione
- I Soprano (The Sopranos) – serie TV, 20 episodi (1999-2000)
- Damages – serie TV, episodio 1x01 (2007)
- Nurse Jackie - Terapia d'urto (Nurse Jackie) – serie TV, episodio 1x01 (2009)
- Rubicon – serie TV, episodio 1x01 (2010)
- Ray Donovan – serie TV, episodio 1x01 (2013)
- Extant – serie TV, episodio 1x01 (2014)
- Boardwalk Empire - L'impero del crimine (Boardwalk Empire) – serie TV, 8 episodi (2014)
- Vinyl – serie TV, 10 episodi (2016)
- Tulsa King – serie TV (2022-in corso)